# Konwencja w sprawie likwidacji wszelkich form dyskryminacji kobiet
     Sygnatariusze pierwotni
     Późniejsi sygnatariusze
     Państwa nieuznawane, objęte działaniem konwencji
     Sygnatariusze, którzy nie dokonali ratyfikacji
     Państwa nie będące sygnatariuszami

Przyjęcie Konwencji CEDAW przez państwa świata
Sygnatariusze pierwotni
Późniejsi sygnatariusze
Państwa nieuznawane, objęte działaniem konwencji
Sygnatariusze, którzy nie dokonali ratyfikacji
Państwa nie będące sygnatariuszami

Konwencja w sprawie likwidacji wszelkich form dyskryminacji kobiet (ang. Convention on the Elimination of All Forms of Discrimination against Women, CEDAW) – międzynarodowa konwencja uchwalona rezolucją nr 34/180 Zgromadzenia Ogólnego ONZ z dnia 18 grudnia 1979 roku, która weszła w życie 3 września 1981 roku. Nazywana jest również międzynarodową kartą praw kobiet.

## Charakterystyka CEDAW i ratyfikacja
Jest to pierwszy dokument międzynarodowy, w którym podjęto próbę zdefiniowania pojęcia dyskryminacji kobiet. Konwencja przewiduje możliwość zastosowania dyskryminacji pozytywnej, by przyspieszyć osiągnięcie rzeczywistej równości płci. Państwa, które ratyfikowały konwencję zobowiązały się nie tylko do niedyskryminowania kobiet, ale również do zapobiegania i potępiania dyskryminacji stosowanej przez osoby prywatne lub instytucje niepubliczne.
Artykuł 5 Konwencji zobowiązuje państwa strony do zmiany społecznych i kulturowych wzorców zachowania mężczyzn i kobiet w celu osiągnięcia likwidacji przesądów i zwyczajów lub innych praktyk, opierających się na przekonaniu o niższości lub wyższości jednej z płci albo na stereotypach roli mężczyzny i kobiety.
Konwencja została ratyfikowana przez 187 państw (w tym przez niemal 40 z zastrzeżeniami). Polska ratyfikowała Konwencję 18 lipca 1980 roku. Konwencja nie została ratyfikowana przez Palau i Stany Zjednoczone, nie podpisały jej Iran, Somalia, Stolica Apostolska, Sudan i Tonga. 
Konwencja sporządzona została w językach angielskim, arabskim, chińskim, francuskim, hiszpańskim i rosyjskim (art. 30). Depozytariuszem jest Sekretarz Generalny Organizacji Narodów Zjednoczonych (art. 25).
Spory rozpatrywać ma Międzynarodowy Trybunał Sprawiedliwości, chyba że strony rozwiążą sprawę w inny sposób (art. 29).

## Definicja dyskryminacji kobiet w Konwencji CEDAW
"Dyskryminacja kobiet" oznacza wszelkie zróżnicowanie, wyłączenie lub ograniczenie ze względu na płeć, które powoduje lub ma na celu uszczuplenie albo uniemożliwienie kobietom, niezależnie od ich stanu cywilnego, przyznania, realizacji, bądź korzystania na równi z mężczyznami z praw człowieka oraz podstawowych wolności w dziedzinach życia politycznego, gospodarczego, społecznego, kulturalnego, obywatelskiego i innych.

## Komitet ds. Likwidacji Dyskryminacji Kobiet
Konwencja CEDAW w artykule XVII ustanawia Komitet ds. Likwidacji Dyskryminacji Kobiet, którego celem jest badanie postępu stosowania Konwencji. Komitet składa się z 23 osób, ekspertek i ekspertów w dziedzinie równych praw i równych szans kobiet i mężczyzn, wybranych w tajnym głosowaniu z listy osób zgłoszonych przez państwa - strony.

## Sprawozdania z wykonania Konwencji CEDAW
Artykuł XVIII zobowiązuje państwa, które ratyfikowały CEDAW do składania Sekretarzowi Generalnemu Organizacji Narodów Zjednoczonych sprawozdań dotyczących kroków ustawodawczych, sądowych, administracyjnych lub innego rodzaju, podjętych przez nie dla wykonania niniejszej Konwencji, oraz osiągniętego w tym względzie postępu. Sprawozdania mają być składane raz na cztery lata lub częściej, jeśli zwróci się o to Komitet.

## Protokół dodatkowy
Strony uznające artykuły 8 i 9 Protokołu
     Strony odmawiające uznania art. 8 i 9
     Państwa, które podpisały Protokół bez ratyfikacji
     Państwa nie będące stronami

Przyjęcie Protokołu Dodatkowego
Strony uznające artykuły 8 i 9 Protokołu
Strony odmawiające uznania art. 8 i 9
Państwa, które podpisały Protokół bez ratyfikacji
Państwa nie będące stronami

6 października 1999 r. Zgromadzenie Ogólne ONZ uchwaliło Protokół dodatkowy do Konwencji, który  nabrał siły 22 grudnia 2000 r.
Wg art. 1 strony uznają właściwość Komitetu ds. Likwidacji Dyskryminacji Kobiet do otrzymywania i rozpatrywania zawiadomień składanych zgodnie z art. 2. Wg art. 2 zawiadomienia mogą być składane przez podlegające  sądownictwu państwa-strony osoby lub grupy osób bądź w imieniu osób lub grup osób twierdzących, że stały się ofiarami naruszenia przez państwo - stronę któregokolwiek z praw wymienionych w Konwencji. Zawiadomienie złożone w imieniu osób lub grup osób powinno nastąpić za ich zgodą, chyba że składający potrafi uzasadnić działanie bez takiej zgody. 
Art. 3 wymaga składania zawiadomień imiennych na piśmie, art. 4 wyklucza skargi bezzasadne lub niedostatecznie uzasadnione, sprzeczne z Konwencją, będące w trakcie rozpatrywania w innym trybie czy takie, w których krajowe środki zaradcze nie zostały wyczerpane, chyba że nastąpiła bezzasadna zwłoka w stosowaniu tych środków lub jest mało prawdopodobne, że ich zastosowanie przyniesie skuteczną pomoc.
Wg art. 5 Komitet przyjmując zawiadomienie może zalecić podjęcie przez państwo - stronę takie środki tymczasowe, jakie mogą być konieczne dla uniknięcia ewentualnej nieodwracalnej szkody dla ofiary lub ofiar domniemanego naruszenia. Wg art. 7 po zbadaniu zawiadomienia, Komitet przekazuje swoje poglądy na sprawę wraz z ewentualnymi zaleceniami państwu - stronie, którego zawiadomienie dotyczy. Państwo to powinno przedstawić Komitetowi w ciągu 6 miesięcy pisemną odpowiedź łącznie z powiadomieniem o działaniach podjętych w sprawie. 
Art. 8 upoważnia Komitet do wyznaczenia jednego lub więcej swoich członków do przeprowadzenia postępowania wyjaśniającego, za zgodą państwa - strony, postępowanie to może obejmować wizytę na jego terytorium. Wg art. 9 Komitet może zwrócić się do państwa - strony, którego sprawa dotyczy, o włączenie do sprawozdania z art. XVIII Konwencji szczegółowych danych o środkach podjętych w odpowiedzi na postępowanie wynikające z art. 8 Protokołu. Art. 10 dozwala stronom w chwili podpisania, zatwierdzenia lub przystąpienia na odmowę uznania uprawnień Komitetu z art. 8 i 9. Odmowa może być wycofana.  